# Danilo Fuzaro
Danilo Fuzaro Siqueira (Uberaba, Brasil, 10 de enero de 1994) es un baloncestista brasileño con nacionalidad italiana que juega en el Minas Tênis Clube de la Novo Basquete Brasil.

## Trayectoria
Formado en el Minas Tênis Clube en el que jugaría durante 5 temporadas. En la temporada 2016/17 promedia en el campeonato de liga de Brasil Brasil (NBB) las cifras de 13,4 puntos, 2,4 rebotes y 2,4 asistencias con 37% de puntos en tiros de 3 puntos, 54% en tiros de dos y 79 % de éxito de la línea de tiros libres en 28 juegos.
En septiembre de 2017, llega a España para reforzar al Club Baloncesto Breogán de LEB Oro. Tras conseguir el ascenso a la Liga ACB, Fuzaro fue desvinculado del club, por lo que fichó con el TAU Castelló, otro conjunto de la LEB Oro.

## Internacional
Fuzaro Siqueira fue miembro del equipo juvenil brasileño que jugó en el Campeonato FIBA Américas Sub-18 de 2012 y en el Campeonato Mundial de Baloncesto Sub-19 de 2013.
Con la selección mayor de Brasil jugó entre 2015 y 2021, actuando en torneos como la FIBA AmeriCup de 2017.
Regresó al equipo nacional en 2023 para jugar el torneo de baloncesto masculino de los Juegos Panamericanos, obteniendo finalmente la medalla de bronce.